# Setsuo Nara
Setsuo Nara (奈良節雄?, Nara Setsuo; Kosaka, 16 dicembre 1936 – 27 gennaio 2000) è stato un cestista giapponese.

## Carriera
Con il Giappone ha partecipato alle Olimpiadi del 1956, a quelle del 1960 e a quelle del 1964, disputando complessivamente 21 partite. Ha disputato anche i Campionati del mondo del 1963.